# Algemeiner Journal
L'Algemeiner Journal, connu de manière non officielle comme l'Algemeiner, est un journal conservateur basé à New York couvrant les informations juives américaines et internationales et concernant Israël. Il est largement lu par les juifs hassidiques.

## Historique
Gershon Jacobson, ancien journaliste du New York Herald Tribune crée le Der Algemeiner Journal yiddish après avoir consulté le rabbin Menachem Mendel Schneerson,.
Der Algemeiner Journal Corporation publie son premier numéro le 23 février 2012. Le journal de 10 pages est alors au prix de 25 cents. Vingt-mille exemplaires sont tirés. L'objectif de l'entreprise est de promouvoir l'identité juive et d'informer les juifs américains. Der Algemeiner Journal entendait combler une lacune à la suite de la cessation d'activité du quotidien yiddish Jewish Morning Journal en 1971 pour lequel Jacobson avait écrit et dirigé la rubrique d'actualités,.
Devenant l'hebdomadaire yiddish de plus grande diffusion aux États-Unis. Der Algemeiner Journal met en avant l'actualité de la communauté juive, avec un point de vue politiquement indépendant, y compris lors des reportages sur des tensions entre groupes rivaux hassidiques. Bien que Jacobson fut lui-même hassidique, sa position « défiait toute catégorisation facile » selon le New York Times.
À son apogée, la diffusion du Der Algemeiner approche les 100 000 exemplaires. En 1989, en réponse à la marginalisation grandissante du yiddish au sein de la communauté juive, Der Algemeiner Journal commence à tirer un supplément anglophone de quatre pages au milieu du journal, attirant un public juif plus diversifié,.
Le comité consultatif du Algemeiner était présidé par l'écrivain, activiste et récipiendaire du prix Nobel Elie Wiesel[source insuffisante].
Gershon Jacobson en reste responsable éditorial et y publie jusqu'à son décès en 2005, son fils ainé Simon prenant alors le relais comme responsable de publication. Celui-ci fonde la Gershon Jacobson Jewish Continuity Foundation (GJCF), un organisme de presse juif se donnant pour mission d'être un porte-voix pour les Juifs et Israël. La diffusion est alors d'approximativement 18 000 exemplaires.
En 2008, Simon Jacobson reconvertit Der Algemeiner Journal en publication anglophone, remplaçant le « Der » yiddish dans le titre par « The ». Dovid Efune devient le rédacteur en chef du nouveau titre The Algemeiner ainsi que le Président de la GJCF. Efune quitte ce poste en novembre 2021 afin de rejoindre le New York Sun, mais demeure au conseil d'administration.
En 2012, la GJCF lance le site web Algemeiner.com.

## Diffusion
La version papier du Algemeiner est diffusée chaque vendredi, sauf lors de la Pâque et de Souccot. En 2023, la diffusion environne les 23 000 exemplaires. Il est largement lu par les juifs hassidiques dont le yiddish est la langue principale.

## Ligne éditoriale
Lors de la présidence de George H. W. Bush, l'Algemeiner adopte l'une des lignes éditoriales les plus dures à l'égard des efforts déployés par l'administration Bush pour faire reculer la colonisation israélienne dans le cadre du processus de paix israélo-palestinien. Cette perspective plaçait Algemeiner en dehors du courant dominant juif de l'époque.
Le journal est classé comme conservateur (selon des sources de 2021 et 2024). 
Son rédacteur en chef Dovid Efune est considéré comme un fervent soutien du premier ministre israélien Benyamin Netanyahou ; Dovid Efune est rédacteur en chef de Algemeiner de 2008 à 2021 ; il devient ensuite président honoraire de Algemeiner. 
En 2015 Algemeiner journal organise un gala au cours duquel le candidat républicain Donald Trump se voit décerner une récompense « pour son soutien à Israël »,.

## Controverse
En 2020, Reuters rapporte que l'Algemeiner et le Jerusalem Post ont publié des articles d'opinion signés « Oliver Taylor », un reporter fictif ayant pu être « créé par des méthodes similaires au machine learning utilisé pour générer des deepfakes ». L'un de ces articles qualifiait de « connus comme sympathisants de terroristes » le juriste à la City University Mazen Masri, et son épouse Ryvka Barnard, militante palestinienne pour les droits de l'homme, ce que tous deux contestèrent.

## Financement
En 2020, le rédacteur en chef d'Algemeiner Dovid Efune déclare que la publication est largement financée par de petits donateurs qui soutiennent le message du site.